# 乔纳森·温特斯
乔纳森·漢斯曼·温特斯三世（英語：Jonathan Harshman Winters III，1925年11月11日—2013年4月11日），美国知名喜剧大师和影视演员。

## 生平
乔纳森·温特斯1925年生于俄亥俄州代顿，高中时辍学加入美国海军陆战队，并参加了第二次世界大战，在太平洋战区服役两年半时间，战争结束后他返回家乡进入凯尼恩学院（Kenyon College）学习，后进入代顿艺术学院（Dayton Art Institute）学习动画专业，并在此遇到了艾利（Eileen Schauder），两人于1948年9月11日结婚。
2013年4月11日，乔纳森·温特斯于加利福尼亚州圣巴巴拉县蒙特斯托的家中因自然原因逝世。